# Teatre expressionista

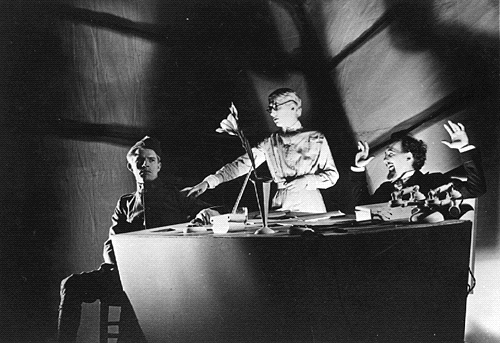
Teatre expressionista: Johnny Johnson, 1936

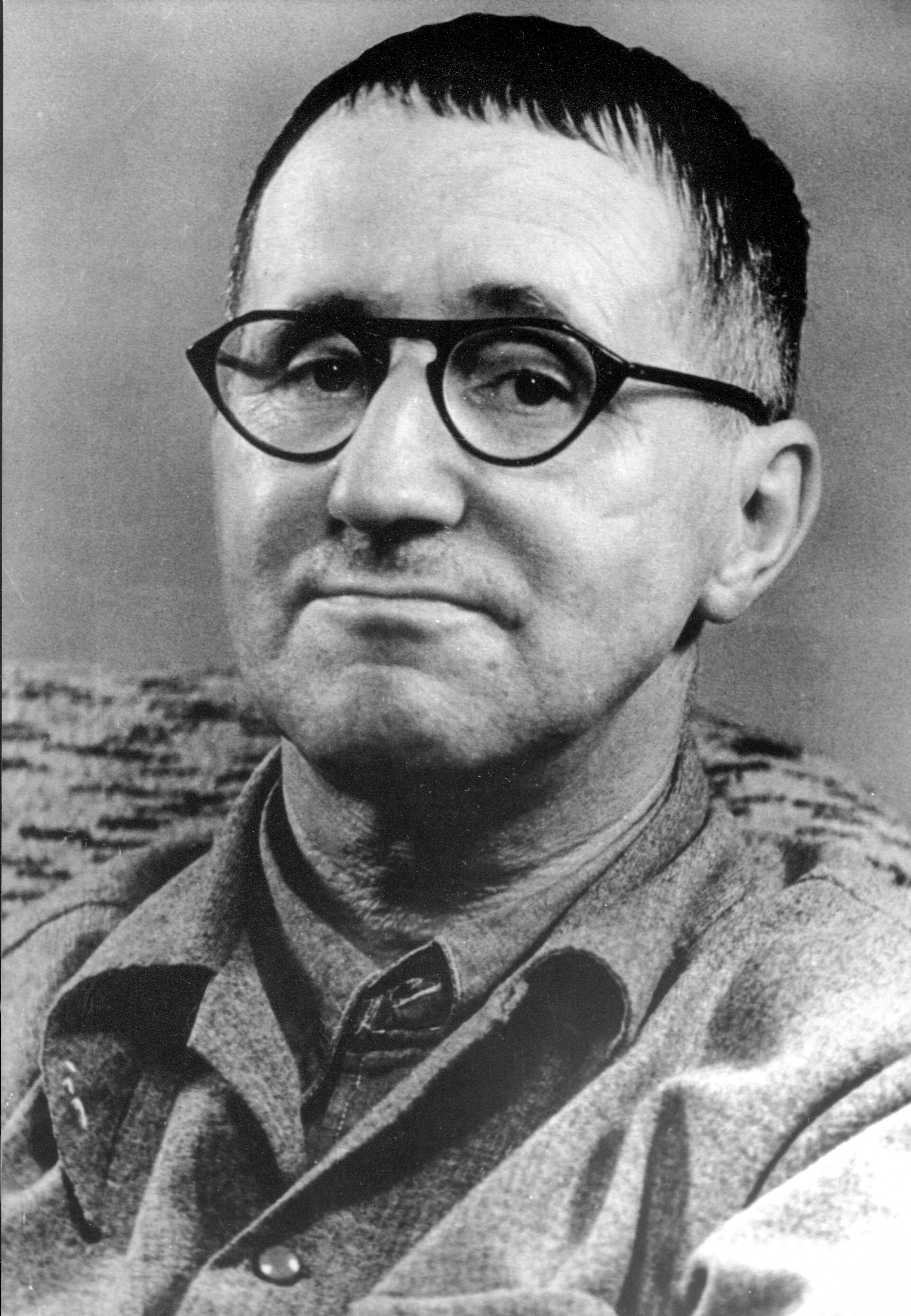
L'expressionisme de Bertolt Brecht, a la imatge, vingué per influència d'Henrik Ibsen i de Bernard Shaw

El teatre expressionista és la plasmació de l'expressionisme al teatre. L'expressionisme a les arts escèniques, i particularment al teatre, s'oposà a la representació fidedigna de la realitat pròpia del naturalisme, renunciant a la imitació del món exterior i pretenent reflectir l'essència de les coses, a través d'una visió subjectiva i estilitzada de l'ésser humà.
Els dramaturgs expressionistes pretenien fer del teatre un mitjancer entre la filosofia i la vida, transmetre nous ideals, renovar la societat. Per això realitzaren una profunda renovació dels recursos dramàtics i escènics, seguint el model estacional de Strindberg. Es perd el concepte d'espai i temps, i s'enfatitza l'evolució psicològica del personatge, que més simbolitza l'encarnació dels ideals d'alliberació i superació del nou home que transformarà la societat.
Són personatges tipificats, sense personalitat pròpia, que encarnen determinats rols socials, anomenats per la seva funció: pares, mares, obrers, soldats, captaires, jardiners, comerciants, etc. El teatre expressionista posà èmfasi en la llibertat individual, l'expressió subjectiva, l'irracionalisme i la temàtica prohibida. La seva posada en escena cerca una atmosfera d'introspecció, d'investigació psicològica de la realitat. Utilitza un llenguatge concís, sobri, exaltat, patètic, dinàmic, amb tendència al monòleg, forma idònia de mostrar l'interior del personatge. Repren importància el gest, la mímica, els silencis, els balbucejos, les exclamacions. L'escenografia pren rellevant importància i és expressiva, mitjançant el simbolisme, així, pren especial rellevància la il·luminació, el color, la música, els sons en general i inclou noves tecnologies també d'arts visuals, com per exemple projeccions cinematogràfiques, per a potenciar l'obra.

## Temes
Al teatre expressionista predominà la temàtica sexual i psicoanalítica, potser per influència de Freud, l'obra del qual La interpretació dels somnis aparegué el 1900. Tanmateix, els protagonistes solien ser éssers neguitosos, solitaris, torturats, aïllats del món i despullats de tota mena de convencionalisme i aparença social. El sexe representava violència i frustració, la vida, patiment i angúnia.

## Estil, directors, teatres polític i èpic

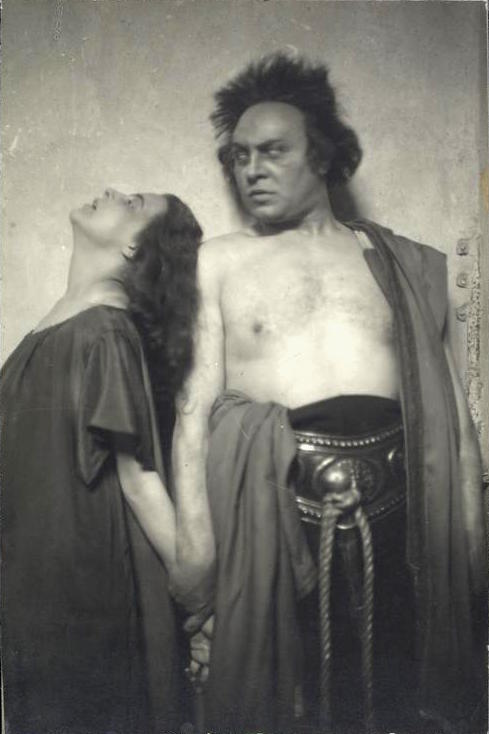
Antígona, dirigida per Max Reinhardt, any 1920

El productor i director teatral Max Reinhardt, director del Deutsches Theater, destacà per les innovacions tècniques i estètiques que aplicà a l'escenografia expressionista: experimentà amb la il·luminació, creant jocs de llums i ombres, concentrant-la en un lloc o personatge per a captar l'atenció de l'espectador, o fent variar la intensitat de les llums, que s'entrecreuen o s'oposen. La seva estètica teatral fou adaptada posteriorment al cinema, essent una de les traces distintives del cinema expressionista alemany.
En darrer lloc, cal assenyalar que a l'expressionisme es van formar dues figures de gran rellevància al teatre modern internacional: el director Erwin Piscator, creador d'una nova forma de fer teatre que denominà "teatre polític", experimentant una forma d'espectacle didàctic que aplicà més tard Brecht al Berliner Ensemble. El 1927 creà el seu propi teatre (Piscatorbühne), al que aplicà els principis ideològics i escènics del teatre polític. Bertolt Brecht fou el creador del "teatre èpic", anomenat així en contraposició al teatre dramàtic. Trencà amb la tradició del naturalisme i el neoromanticisme, transformant radicalment tant el sentit del text literari com la forma de ser presentat l'espectacle, i intentant que el públic deixés de ser un simple espectador-receptor per a desenvolupar-hi un paper actiu.

## Dramaturgs
Els principals dramaturgs expressionistes foren Georg Kaiser, Fritz von Unruh, Reinhard Sorge, Ernst Toller, Walter Hasenclever, Carl Sternheim, Ernst Barlach, Hugo von Hofmannsthal i Ferdinand Bruckner.

## Els cabarets expressionistes

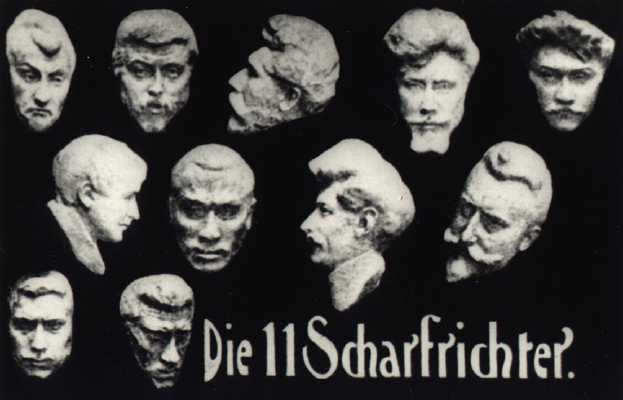
Cartell del cabaret polític Die elf Scharfrichter

El teatre és un mitjà idoni per a la plasmació emocional de l'expressionisme pel seu caràcter multiartístic, que combina la paraula amb la imatge i l'acció i el moviment. No només conflueixen diferents tipus d'expressió en una posada en escena d'una obra teatral sinó que cobra molta importància l'espectacle de varietats, que inclou números musicals, de poesia, de dansa, de teatre, circ, etc. Així, a més del teatre, en aquella època proliferaren els cabarets de varietats, com per exemple el Die Fledermaus (El Rat-penat) a Viena; el Die Brille (Les Ulleres) a Berlín; i el Die elf Scharfrichter (Els Onze Botxins) de Múnic.